# Franzo Grande Stevens
Pour les articles homonymes, voir Grande et Stevens.
Franzo Grande Stevens, né le 13 septembre 1928 à Avola et mort le 13 juin 2025 à Turin, est un avocat italien dirigeant du club de football turinois la Juventus entre 2003 et 2006.

## Biographie
Issu d'une grande famille industrielle, les Grande, Franzo Grande Stevens suit ses études de droit à l'université de Naples « Frédéric-II », et s'inscrit par la suite au barreau de Turin, où il devient l'un des avocats de Gianni Agnelli, ce qui lui vaut le surnom  d'avocat de l'Avvocato.
Par la suite, au plus haut de sa carrière, il est successivement nommé président de Toro Assicurazioni (assurance), de la chaîne d'hotels Ciga Hotel, de la Cassa Nazionale Forense, et de l'ordre des avocats.
Il est ensuite nommé vice-président de la FIAT et aura les faveurs des Agnelli.
Après avoir siégé au IFIL, et au RCS MediaGroup, les Agnelli le choisissent comme président du club de football piémontais de la Juventus en 2003, poste qu'il occupe jusqu'en 2006, devant abandonner la présidence après les problèmes du club cette année-là, liés au scandale des matches truqués du Calcio.
Il est nommé à Rome le 27 janvier 1990 chevalier de l'ordre du Mérite de la République italienne.